# Fremuthova jedle
Fremuthova jedle je památný strom u vsi Dolní Folmava jihozápadně od Domažlic. Přibližně stopadesátiletá  jedle bělokorá (Abies alba) roste na jižním svahu pod Čerchovem v údolí Chladné Bystřice v nadmořské výšce 840 m. Je nejvyšším památným stromem v Česku.

## Základní údaje
Podle Ústředního seznamu ochrany přírody AOPK obvod kmene jedle měří 383 cm a výška stromu dosahuje 42 m. Ovšem Správa CHKO Český les nechala strom v červenci 2009 přeměřit horolezeckou technologií a byla zjištěna výška 51 m a obvod kmene 386 cm. Fremuthova jedle je tak nejvyšší památnou jedlí v Česku a vůbec nejvyšším památným stromem v Česku (výška dalšího kandidáta na prvenství, Trojáku u Habrůvky, byla v roce 2024 naměřena 47 m) a patří i k nejmohutnějším památným jedlím v Plzeňském kraji - obvodem kmene ji předstihuje pouze jedle u bývalého Zlatého Potoka (405 cm). Věk stromu byl v roce 2000 odhadnut na 150–160 let. Fremuthova jedle je chráněna od roku 1994 pro svůj vzrůst.

## Stav stromu a údržba
Jedle je v dobrém zdravotním stavu bez známek napadení hnilobou a vykazuje výškový i tloušťkový přírůstek. Kmen je bez viditelných poškození, u jeho paty jsou vytvořeny mohutné kořenové náběhy. Koruna stromu je ukázkově vyvinuta, pouze ve spodní části vlivem zastínění v lesním porostu prosychá a zelené větve se objevují až od cca 30 m.

## Přístup
K jedli se lze dostat z Dolní Folmavy přes zaniklou osadu Bystřice až k bývalému Zámečku, odtud cestou vlevo u rybníčku, v prudké pravotočivé zatáčce pod Čerchovem se odbočí vpravo na nezpevněnou lesní cestu, která vede k porostu mnoha statných jedlí a buků.

### Stromy v okolí
- Smrk u zámečku
- Modřín v Jubilejním hájku